# 立命館アジア太平洋大学アジア太平洋学部・大学院アジア太平洋研究科
立命館アジア太平洋大学アジア太平洋学部（りつめいかんアジアたいへいようだいがくあじあたいへいようがくぶ、APS; College of Asia Pacific Studies）とは立命館アジア太平洋大学に置かれる学部の一つ。
立命館アジア太平洋大学大学院アジア太平洋研究科（りつめいかんアジアたいへいようだいがくだいがくいんあじあたいへいようがくけんきゅうか、GSA; Graduate School of Asia Pacific Studies）は同大学大学院に置かれる大学院研究科であり、アジア太平洋学を教育研究することを目的としている。
現在の日本には同大学にアジア太平洋学の学部が置かれている。日本の学部としておかれているのは現在のところ立命館アジア太平洋大学のみだが、早稲田大学大学院にアジア太平洋研究科が置かれている。
立命館大学アジア太平洋大学アジア太平洋学部では社会学、地域学、国際関係学をベースとして世界の社会、文化、価値観などを学ぶことにより世界中を様々な視点から複眼的に捕らえることのできる眼力を育成し、資源に関する事柄など国家間、地域間で引き起こる諸問題を様々な視点から分析することによって有効な解決策を導き出せる人材の育成を目標としている。

## 沿革
2000年（平成12年）- 大学開学。アジア太平洋学部設置（他はアジア太平洋マネジメント学部(APM)）。
2003年（平成15年）- 大学院開設。大学院アジア太平洋研究科設置（他は経営管理研究科）。

## 組織
アジア太平洋学部
- アジア太平洋学科

アジア太平洋研究科
- アジア太平洋学専攻（博士前期課程、博士後期課程）
- 国際協力政策専攻（博士前期課程）